# Distretto di Abancay
Il distretto di Abancay è un distretto del Perù nella provincia di Abancay (regione di Apurímac) con 51.225 abitanti al censimento 2007 dei quali 45.864 urbani e 5.361 rurali.
È stato istituito fin dall'indipendenza del Perù.